# 19161 Sakawa
19161 Sakawa este o planetă minoră (asteroid) din centura de asteroizi. A fost descoperită pe 15 octombrie 1990 la Geisei⁠(d) de Tsutomu Seki. 
Obiectul prezintă o orbită caracterizată de o semiaxă mare de 2,2592159 UAi, o excentricitate de 0,18, o înclinație de 5,96512 ° în raport cu ecliptica.